# North Africa Journal
North Africa Journal – wydawane w Bostonie czasopismo, poświęcone sprawom biznesowym, finansowym, politycznym i społecznym Północnej Afryki.
W piśmie publikowane są artykuły o tematyce ekonomicznej, od bankowości i finansów po sprawy związane z bezpieczeństwem energetycznym, wizerunki przedsiębiorców, artykuły opisujące działalność lokalnych polityków i duchownych.
Czasopismo założył w 1996 r. Arezki Daoud. Pismo wydawane jest w nakładzie 63 tys. egzemplarzy (wrzesień 2010) i dystrybuowane w Europie, obu Amerykach, Azji i na Bliskim Wschodzie.